# Kingsland (Texas)
Kingsland is een plaats (census-designated place) in de Amerikaanse staat Texas, en valt bestuurlijk gezien onder Llano County.

## Demografie
Bij de volkstelling in 2000 werd het aantal inwoners vastgesteld op 4584.

## Geografie
Volgens het United States Census Bureau beslaat de plaats een oppervlakte van
25,3 km², waarvan 23,3 km² land en 2,0 km² water. Kingsland ligt op ongeveer 255 m boven zeeniveau.

## Plaatsen in de nabije omgeving
De onderstaande figuur toont nabijgelegen plaatsen in een straal van 16 km rond Kingsland.